# Преводачът грък
„Преводачът грък“, преведен на български и като „Гръцкият преводач“, (на английски: The Adventure of the Greek Interpreter) е разказ на писателя Артър Конан Дойл за известния детектив Шерлок Холмс. За първи път е публикуван през 1983 г. в списание „Странд“ (The Strand Magazine). Включен е в книгата „Мемоарите на Шерлок Холмс“, публикувана през 1894 година.

## Сюжет
Внимание:  Текстът по-долу разкрива сюжета на произведението (или части от него)!
Един ден, докато разговарят, Шерлок Холмс неочаквано предлага на Уотсън да го запознае с по-големия си брат, Майкрофт Холмс. Те се срещат в клуб „Диоген“. Майкрофт моли брат си да помогне на негов познат преводач грък – г-н Мелас, който се е оказал замесен в криминална история. Г-н Мелас идва и разказва подробно всичко на Шерлок Холмс.
Няколко дни по-рано към Мелас се обръща млад мъж на име Харолд Латимър. Той моли Мелас да му окаже помощ като преводач, обещавайки щедро заплащане. Поведението на Латимър обаче е твърде обезпокоително: той отвежда преводача в плътно затворен превоз и със заплахи го предупреждава да не разказва на никого за това, което ще види. След двучасово пътуване пристигат в крайградска къща, където Латимър и неговият съучастник, отвратително изглеждащ възрастен мъж, въвеждат Мелас в слабо осветена стая. След известно време Латимър води в стаята вързан пленник – много слаб, с измъчен вид и лице облепено с ивици мушама. Устата му е залепена и той може да отговоря само пишейки с тебешир върху черна дъска. Престъпниците искат от нещастника да подпише някакви документи в замяна на свободата си, но той категорично отказва. Мелас се изхитрява да вмъкне в превода свои въпроси и така научава, че пленникът се казва Павел Кратидес, от Атина. Престъпниците са го държали заключен в продължение на три седмици и са го измъчвали с глад.
Изведнъж в стаята влиза красива жена, която разпознава пленника. Г-н Кратидес успява да извика: „София!“, но в този момент Латимър избутва жената от стаята, а неговият съучастник извлича пленника към друга врата. Престъпниците отново предупреждават Мелас да мълчи и го отвеждат до отдалечено място.
Майкрофт Холмс, към когото Мелас се обръща за помощ, веднага дава обява във вестника, че търси Павел Кратидес и жена на име София. Шерлок Холмс изцяло подкрепя инициативата на брат си и енергично започва разследването на случая. След обсъждане с Уотсън, Холмс стига до заключението, че най-вероятно София Кратидес, която е живяла в Англия, е срещнала Харолд Латимър и той ѝ е предложил брак. Братът на София, Павел Кратидес, е бил против брака и е дошъл от Атина, за да се опита да спре Латимър. В отговор Павел е бил отвлечен и са се опитали да го принудят да препише своята собственост на сестра си, за да може след женитбата Латимър да присвои неговото имущество.
Когато Холмс и Уотсън се връщат на Бейкър Стрийт, те заварват там Майкрофт Холмс, който е получил отговор на своята обява във вестника. В отговора е посочен адресът, където е живяла София Кратидес, и Шерлок Холмс им предлага веднага да отидат там, придружени от полицейския инспектор Грегсън. Минавайки пътьом край къщата на господин Мелас, Холмс и Уотсън откриват, че преводачът е отведен от възрастния съучастник на Латимър.
След като късно през нощта стигат до посочения адрес, инспекторът, Холмс и Уотсън, намират в заключена стая вързаните Павел Кратидес и г-н Мелас, които престъпниците се опитват да отровят чрез въглероден окис. Кратидес умира, но Уотсън оказва навреме медицинска помощ на Мелас и спасява живота му.
Престъпниците успяват да избягват заедно с момичето, но няколко месеца по-късно в Унгария са намерени намушкани с нож до смърт двама англичани, с които е пътувала мистериозна дама. Полицията смята, че двамата са си нанесми един на друг смъртоносните рани, но Холмс предполага, че това вероятно е дело на София Кратидес, която е отмъстила на негодниците за смъртта на брат си.

## Адаптации
През 1922 г. разказът е екранизиран във Великобритания в едноименния филм с участието на Ейли Норууд в ролята на Холмс и Хюбърт Уилис в ролята на Уотсън.
През 1955 г. отново е филмиран под името „Случаят с френския преводач“ с участието на Роналд Хауърд в ролята на Холмс, Хауърд Марион Кроуфърд в ролята на Уотсън.
Екранизиран е през 1968 г. в едноименен филм във Великобритания с участието на Питър Кушинг в ролята на Холмс.
Разказът е екранизиран и през 1985 г. във Великобритания, с участието на Джеръми Брет в ролята на Холмс и Дейвид Бърк като Уотсън. 